# 尼克·阿諾
尼克·阿諾是獲獎的《神奇酷科學》和《野地生活》系列的作者。阿諾的第一本出版品是在北倫敦大學執行之一個專案的成果，當時他嘗試教導小朋友，必須有一些正面論述的教材，於是他開始撰寫《神奇酷科學》這一系列的書籍。他的書都由東尼·德·索羅斯配上插圖。
尼克的母親在24歲時生下了他，是家中三兄弟的老二，他的兄弟如今皆健在。尼克在學校有良好的學習經驗，他將此學習經驗形容為介於快樂與不開心之間。他喜愛閱讀、 寫作和歷史，但討厭數學，也沒有真正從事體育活動。在回答「你是否喜歡學校的科學活動？」這個問題時，尼克表示：「一點也不，除了生物課之外，對我而言這一點都不可怕」。阿諾有可以留在學校的資格，但他決定成為一位作家。他覺得出版業很難，然而他希望在倫敦當一位編輯，這樣就可以編輯自己的書並且出版。在倫敦，他很難找到工作，因此他絕望地開始從事一份科學雜誌的編輯。尼克開始為一些VIP的朋友寫文章，包括於2009年宣告停業的報紙：衛報。最後，他毅然結束了這份工作，並且決定寫書，所以他發信給倫敦的每一家出版社尋求工作。抓住他在學校所學之一系列《神奇酷科學》概念，阿諾很快就完成了《蟲的驚奇世界》，並聘請知名學者東尼·德·索羅斯為他一系列的圖書繪製插畫。這本書搭配有穩定高銷售量的《血液、骨骼和身體》一起發行。在1998年，為了完成神奇酷科學的演出，他弄斷了手臂，直到完成表演和簽書會才緊急送到醫院。在2004年，阿諾成為第一位到中國的英國作家，他和東尼·德·索羅斯拍攝電視秀，並促成神奇酷科學系列發行中文版 (簡體版)，正體版則於2010年開始發行。在2006年，他發起阿普爾多圖書節，使6間即將走入歷史的圖書館獲得新生。他是圖書節的總監。在2008年，阿諾向全球發佈他發現了Battle of Cynwit （页面存档备份，存于），這個已經失傳1000年的古戰場。

## 獲獎
- 艾凡提斯獎 (獲得最佳兒童科學書籍：1997年，《蟲的驚奇世界》和《血液、骨骼和人體》；2004年《真的爛實驗》。)
- 羅納-普朗初中科學圖書獎 (血液、骨骼和人體)

## 外部連結
- Nick Arnold's Official Horrible Science Site